# Ronaldo Ariza
Edwin Ronaldo Ariza Cabezas (Bogotà, 17 gennaio 1998) è un calciatore colombiano, centrocampista dell'Atl. Colegiales.

## Carriera
Dal 2015 al 2019 ha militato nell'Alianza Petrolera, formazione della massima serie colombiana. Dal 2020 al 2021 ha giocato nel Cúcuta Deportivo, altro club della massima serie colombiana. Il 22 luglio 2021 viene acquistato a titolo definitivo dai messicani del Tepatitlán.

## Statistiche

### Presenze e reti nei club
Statistiche aggiornate al 2 agosto 2021.
| Stagione                 | Squadra                  | Campionato               | Campionato | Campionato | Coppe nazionali | Coppe nazionali | Coppe nazionali | Coppe continentali | Coppe continentali | Coppe continentali | Altre coppe | Altre coppe | Altre coppe | Totale | Totale |
| Stagione                 | Squadra                  | Comp                     | Pres       | Reti       | Comp            | Pres            | Reti            | Comp               | Pres               | Reti               | Comp        | Pres        | Reti        | Pres   | Reti   |
| ------------------------ | ------------------------ | ------------------------ | ---------- | ---------- | --------------- | --------------- | --------------- | ------------------ | ------------------ | ------------------ | ----------- | ----------- | ----------- | ------ | ------ |
| 2015                     | Alianza Petrolera        | A                        | 8          | 0          | CC              | 3               | 1               |                    | -                  | -                  |             | -           | -           | 11     | 1      |
| 2016                     | Alianza Petrolera        | A                        | 16         | 2          | CC              | 2               | 0               |                    | -                  | -                  |             | -           | -           | 18     | 2      |
| 2017                     | Alianza Petrolera        | A                        | 6          | 0          | CC              | 6               | 2               |                    | -                  | -                  |             | -           | -           | 12     | 2      |
| 2018                     | Alianza Petrolera        | A                        | 1          | 0          | CC              | 0               | 0               |                    | -                  | -                  |             | -           | -           | 1      | 0      |
| 2019                     | Alianza Petrolera        | A                        | 7          | 0          | CC              | 5               | 1               |                    | -                  | -                  |             | -           | -           | 12     | 1      |
| Totale Alianza Petrolera | Totale Alianza Petrolera | Totale Alianza Petrolera | 38         | 2          |                 | 16              | 4               |                    | -                  | -                  |             | -           | -           | 54     | 6      |
| 2020                     | Cúcuta Deportivo         | A                        | 10         | 1          | CC              | 2               | 1               |                    | -                  | -                  |             | -           | -           | 12     | 2      |
| 2021-2022                | Tepatitlán               | LdE                      | 0          | 0          |                 | -               | -               |                    | -                  | -                  |             | -           | -           | 0      | 0      |
| Totale carriera          | Totale carriera          | Totale carriera          | 48         | 3          |                 | 18              | 5               |                    | -                  | -                  |             | -           | -           | 66     | 8      |